# سیارک ۷۱۲۵
سیارک ۷۱۲۵ (به انگلیسی: 7125 Eitarodate، نامگذاری:1991CN1) هفت هزار و صد و بیست و پنجمین سیارک کشف شده‌است که در ۷ فوریه ۱۹۹۱ کشف شد.
قدر مطلق سیارک برابر ۱۴٫۳۰ است.